# 가단조
가단조(-短調)는 서양 음악의 조성 중 하나로, 가 (A) 음을 으뜸음으로 하는 단음계이다. 유일하게 조표에 내림표나 올림표가 사용되지 않는 단음계이다. 나란한조로는 다장조가 있으며, 같은으뜸조로는 가장조가, 딸림조로는 마단조가, 버금딸림조로는 라단조가 있다.
자연단음계, 화성단음계, 가락단음계는 다음과 같다.
브라우저에서 소리 재생을 지원하지 않습니다. 오디오 파일을 다운로드할 수 있습니다.
브라우저에서 소리 재생을 지원하지 않습니다. 오디오 파일을 다운로드할 수 있습니다.
브라우저에서 소리 재생을 지원하지 않습니다. 오디오 파일을 다운로드할 수 있습니다.

## 음계의 화음 종류
- 으뜸화음 - A 단화음
- 웃으뜸화음 - B 감화음
- 가온화음 - C 장화음
- 버금딸림화음 - D 단화음
- 딸림화음 - E 단화음
- 버금가온화음 - F 장화음
- 이끎화음 - G 장화음

## 유명 작품 예시
- 요한 세바스티안 바흐
  - 바이올린 협주곡 1번 가단조, BWV1041
- 루트비히 판 베토벤
  - 바이올린 소나타 4번, Op. 23
  - 현악 사중주 15번, Op. 132
  - 바가텔 25번 가단조 "엘리제를 위하여"
- 요하네스 브람스
  - 이중 협주곡, Op. 102
- 프레데리크 쇼팽
  - 연습곡 Op. 10, 2번 "크로마티크"
  - 연습곡 Op. 25, 4번
  - 연습곡 Op. 25, 11번 "겨울바람"
  - 마주르카 Op. 17, 4번
  - 마주르카 Op. 59, 1번
  - 볼레로,  Op. 19
  - 전주곡 2번 가단조, Op. 28/2
  - 왈츠 가단조, Op. 34, B. 150
- 프란츠 리스트
  - 초절기교 연습곡 2번 가단조
- 에드바르 그리그
  - 피아노 협주곡, Op. 16
- 구스타프 말러
  - 교향곡 6번
- 펠릭스 멘델스존
  - 교향곡 3번
- 볼프강 아마데우스 모차르트
  - 피아노 소나타 8번, K. 310
- 카미유 생상스
  - 서주와 론도 카프리치오소, Op. 28
- 프란츠 슈베르트
  - 피아노 소나타 4번, D. 537
  - 피아노 소나타 14번, D. 784
  - 피아노 소나타 16번, D. 845
- 로베르트 슈만
  - 현악 사중주, Op. 41/1
  - 바이올린 소나타 1번, Op. 105
  - 피아노 협주곡, Op. 54
- 장 시벨리우스
  - 교향곡 4번
- 드미트리 쇼스타코비치
  - 바이올린 협주곡 1번, Op. 99